# Liste der Kulturdenkmale in Sülzetal

Wappen von Sülzetal

In der Liste der Kulturdenkmale in Sülzetal sind alle Kulturdenkmale der Gemeinde Sülzetal (Landkreis Börde) aufgelistet. Grundlage ist das Denkmalverzeichnis des Landes Sachsen-Anhalt, das auf Basis des Denkmalschutzgesetzes vom 21. Oktober 1991 erstellt wurde. (Stand 31. Dezember 2023)

## Kulturdenkmal nach Ortsteilen

### Altenweddingen
| Lage                                                        | Bezeichnung                 | Beschreibung                                                               | Erfassungs- nummer | Ausweisungsart | Bild                        |
| ----------------------------------------------------------- | --------------------------- | -------------------------------------------------------------------------- | ------------------ | -------------- | --------------------------- |
| Alte Bahnhofstraße (Karte)                                  | Bahnhof Altenweddingen      | ehemaliger Bahnhof                                                         | 094 97478          | Baudenkmal     | Bahnhof Altenweddingen      |
| Alte Bahnhofstraße 5 (Karte)                                | Wohnhaus                    | Wohnhaus                                                                   | 094 97477          | Baudenkmal     | Wohnhaus                    |
| Am Badeborn (Karte)                                         | Am Badeborn                 | Straße                                                                     | 094 97490          | Baudenkmal     | BW                          |
| An der Baumschule, Breite Straße, Mühlensteg (Karte)        | Friedhof Altenweddingen     | Friedhof                                                                   | 094 97492          | Baudenkmal     | Friedhof Altenweddingen     |
| Bahrendorfer Weg 1, Breite Straße 21, 22, 23 (Karte)        | Kärstensches Warenhaus      | Kaufhaus                                                                   | 094 97481          | Baudenkmal     | Kärstensches Warenhaus      |
| Bahrendorfer Weg 3 (Karte)                                  | Villa                       | Villa                                                                      | 094 97479          | Baudenkmal     | Villa                       |
| Breite Straße (Karte)                                       | Denkmal                     | Skulptur Pferd mit Hund von Heinrich Apel                                  | 094 11988          | Baudenkmal     | Weitere Bilder              |
| Breite Straße 47 (Karte)                                    | Pfarrhof                    | Pfarrhof                                                                   | 094 11904          | Baudenkmal     | BW                          |
| Friedensstraße 5 (Karte)                                    | Wohnhaus                    | Wohnhaus                                                                   | 094 97480          | Baudenkmal     | BW                          |
| Kantorberg 10 (Karte)                                       | Schule                      | Schule                                                                     | 094 11899          | Baudenkmal     | Schule                      |
| Karl-Liebknecht-Straße 4 (Karte)                            | Wohnhaus                    | Wohnhaus                                                                   | 094 97482          | Baudenkmal     | BW                          |
| Kirchstraße (Karte)                                         | Sankt-Martini-Kirche        | Kirche                                                                     | 094 11953          | Baudenkmal     | Weitere Bilder              |
| Kirchstraße auf dem Kirchhof (Karte)                        | Steinkreuz Altenweddingen   | Steinkreuz aus Sandstein gefertigtes Kreuz von Anfang des 15. Jahrhunderts |                    | Kleindenkmal   | Weitere Bilder              |
| Kirchstraße 12 (Karte)                                      | Toranlage                   | Toranlage                                                                  | 094 96291          | Baudenkmal     | BW                          |
| Kirchstraße 36 (Karte)                                      | Gasthof zum schwarzen Adler | Gasthof                                                                    | 094 97483          | Baudenkmal     | Gasthof zum schwarzen Adler |
| Mühlenstraße, zwischen Mühlenstraße und Kirchstraße (Karte) | Am Baderborn                | Straße                                                                     | 094 97490          | Baudenkmal     | BW                          |
| Mühlenstraße, Neuer Weg (Karte)                             | Transformatorenstation      | Transformatorenstation                                                     | 094 97486          | Baudenkmal     | BW                          |
| Mühlenstraße 19, 20 (Karte)                                 | Holzhausener Hof            | Gutshof                                                                    | 094 97484          | Baudenkmal     | BW                          |
| Mühlenstraße 24 (Karte)                                     | Bauernhaus                  | Bauernhaus                                                                 | 094 97485          | Baudenkmal     | BW                          |
| Neuer Weg 15 (Karte)                                        | Wohnhaus                    | Wohnhaus                                                                   | 094 97489          | Baudenkmal     | BW                          |
| Südstraße 3 (Karte)                                         | Fabrik                      | Fabrik                                                                     | 094 97487          | Baudenkmal     | Fabrik                      |
| Südstraße 13 (Karte)                                        | Bauernhof                   | Bauernhof                                                                  | 094 97488          | Baudenkmal     | Bauernhof                   |
| Unseburger Weg 24 (Karte)                                   | Schule                      | Schule                                                                     | 094 97491          | Baudenkmal     | Schule                      |

### Bahrendorf
| Lage                                 | Bezeichnung               | Beschreibung                                                 | Erfassungs- nummer | Ausweisungsart | Bild                      |
| ------------------------------------ | ------------------------- | ------------------------------------------------------------ | ------------------ | -------------- | ------------------------- |
| Altenweddinger Straße 32 (Karte)     | Villa                     | Villa                                                        | 094 80858          | Baudenkmal     | Villa                     |
| Altenweddinger Straße 27 (Karte)     | Villa                     | Villa                                                        | 094 80859          | Baudenkmal     | Villa                     |
| Geschwister-Scholl-Straße 16 (Karte) | Bauernhof                 | Bauernhof                                                    | 094 80863          | Baudenkmal     | Bauernhof                 |
| Hauptstraße                          | Friedhof Bahrendorf       | Friedhof Im Jahr 2023 in das Denkmalverzeichnis eingetragen. | 094 18918          | Baudenkmal     |                           |
| Hauptstraße, auf dem Friedhof        | Kriegerdenkmal Bahrendorf | Kriegerdenkmal                                               | 094 80860          | Baudenkmal     | Kriegerdenkmal Bahrendorf |
| Kleine Schulstraße 1                 | Villa                     | Villa                                                        | 094 80864          | Baudenkmal     | Villa                     |
| Kleine Schulstraße 2 (Karte)         | Vereinshaus               | Vereinshaus                                                  | 094 96037          | Baudenkmal     | Vereinshaus               |
| Kleine Schulstraße 2 (Karte)         | Kirche                    | Katholische St.-Marien-Kirche, 1876 erbaut.                  | 094 80865          | Baudenkmal     | Weitere Bilder            |
| Ringstraße (Karte)                   | Kirche                    | Evangelische St.-Stephanus-Kirche                            | 094 11959          | Baudenkmal     | Weitere Bilder            |
| Ringstraße 1 (Karte)                 | Toranlage                 | Toranlage                                                    | 094 80861          | Baudenkmal     | Toranlage                 |
| Ringstraße 5 (Karte)                 | Bauernhof                 | Bauernhof                                                    | 094 80862          | Baudenkmal     | Bauernhof                 |
| Schloßstraße 18 (Karte)              | Schloss                   | Schloss Bahrendorf                                           | 094 11958          | Baudenkmal     | Weitere Bilder            |

### Dodendorf
| Lage                                                                                               | Bezeichnung    | Beschreibung                 | Erfassungs- nummer | Ausweisungsart | Bild           |
| -------------------------------------------------------------------------------------------------- | -------------- | ---------------------------- | ------------------ | -------------- | -------------- |
| Dorfstraße 3, 6 (Karte)                                                                            | Gutshaus       | Lückes Hof + Kita, 3 Gebäude | 094 80098          | Baudenkmal     | Gutshaus       |
| Dorfstraße 13, im mittleren Teil der schmalen Parzelle hinter dem straßenseitigen Wohnhaus (Karte) | Wohnhaus       | Wohnhaus                     | 094 16528          | Baudenkmal     | Wohnhaus       |
| Ferdinand-von-Schill-Weg (Karte)                                                                   | Denkmal        | Denkmal                      | 094 12017          | Baudenkmal     | Denkmal        |
| Ferdinand-von-Schill-Weg, Kleine Straße, Lange Sülldorfer Straße (Karte)                           | Kirche         | St.-Christophorus-Kirche     | 094 11961          | Baudenkmal     | Weitere Bilder |
| Ferdinand-von-Schill-Weg, Kleine Straße, Lange Sülldorfer Straße, auf dem Kirchhof (Karte)         | Kriegerdenkmal | Kriegerdenkmal Dodendorf     | 094 80115          | Baudenkmal     | Kriegerdenkmal |
| Im Bogen 1 (Karte)                                                                                 | Webers Hof     | Bauernhof                    | 094 80097          | Baudenkmal     | Webers Hof     |
| Kleine Straße, auf der südlichen Seite (Karte)                                                     | Mauer          | Mauer                        | 094 80112          | Baudenkmal     | Mauer          |
| Leipziger Straße 19 (Karte)                                                                        | Wohnhaus       | Wohnhaus                     | 094 80094          | Baudenkmal     | Wohnhaus       |
| Osterweddinger Straße 13, hinter dem straßenseitigen Wohnhaus-Neubau (Karte)                       | Bauernhof      | Bauernhof                    | 094 80987          | Baudenkmal     | Bauernhof      |

### Langenweddingen
| Lage                                                             | Bezeichnung    | Beschreibung                         | Erfassungs- nummer | Ausweisungsart | Bild           |
| ---------------------------------------------------------------- | -------------- | ------------------------------------ | ------------------ | -------------- | -------------- |
| Halberstädter Straße, Wanzleber Straße (Karte)                   | Distanzstein   | Distanzstein                         | 094 96601          | Kleindenkmal   | Distanzstein   |
| Halberstädter Straße 1 (Karte)                                   | Pfarrhaus      | Katholisches Pfarrhaus St. Mauritius | 094 16118          | Baudenkmal     | Weitere Bilder |
| Halberstädter Straße 4 (Karte)                                   | Gutshaus       | Gutshaus                             | 094 80383          | Baudenkmal     | Gutshaus       |
| Halberstädter Straße 16 (Karte)                                  | Bauernhof      | Bauernhof                            | 094 16424          | Baudenkmal     | Bauernhof      |
| Halberstädter Straße 51 (Karte)                                  | Wohnhaus       | Wohnhaus                             | 094 80385          | Baudenkmal     | Wohnhaus       |
| Jubelberg (Karte)                                                | Denkmal        | Reformationsdenkmal Lutherstein      | 094 16426          | Baudenkmal     | Denkmal        |
| Jubelberg 1 (Karte)                                              | Villa          | Villa                                | 094 16427          | Baudenkmal     | Villa          |
| Jubelberg 6 (Karte)                                              | Wohnhaus       | Wohnhaus                             | 094 80388          | Baudenkmal     | Wohnhaus       |
| Jubelberg 7 (Karte)                                              | Wohnhaus       | Wohnhaus                             | 094 80389          | Baudenkmal     | Wohnhaus       |
| Kirchtor                                                         | Kriegerdenkmal | Kriegerdenkmal Langenweddingen       | 094 80391          | Baudenkmal     | Kriegerdenkmal |
| Kirchtor (Karte)                                                 | Kirche         | Sankt-Georg-Kirche                   | 094 11949          | Baudenkmal     | Kirche         |
| Kirchtor 25 (Karte)                                              | Pfarrhaus      | Evangelisches Pfarramt-Sankt-Georg   | 094 80390          | Baudenkmal     | Pfarrhaus      |
| Kirchtor 26 (Karte)                                              | Toranlage      | Toranlage                            | 094 80392          | Baudenkmal     | Toranlage      |
| Kreipe 1 (Karte)                                                 | Wohnhaus       | Wohnhaus                             | 094 80393          | Baudenkmal     | Wohnhaus       |
| Kreipe 10 (Karte)                                                | Bauernhof      | Bauernhof                            | 094 80394          | Baudenkmal     | Bauernhof      |
| Kreipe 11 (Karte)                                                | Wohnhaus       | Wohnhaus                             | 094 80395          | Baudenkmal     | Wohnhaus       |
| Lange Straße, nördlich Lange Straße, Höhe Sportplatz             | Denkmal        | Gedenkstein Ferdinand von Schill     | 094 41438          | Baudenkmal     | Denkmal        |
| Lange Straße 10 (Karte)                                          | Wohnhaus       | Wohnhaus                             | 094 80396          | Baudenkmal     | Wohnhaus       |
| Lange Straße 16 (Karte)                                          | Bauernhof      | Bauernhof                            | 094 80397          | Baudenkmal     | Bauernhof      |
| Lange Straße 20 (Karte)                                          | Wohnhaus       | Wohnhaus                             | 094 80398          | Baudenkmal     | Wohnhaus       |
| Lange Straße 24 (Karte)                                          | Bauernhof      | Bauernhof                            | 094 80399          | Baudenkmal     | Bauernhof      |
| Lange Straße 41 (Karte)                                          | Bauernhof      | Bauernhof                            | 094 80400          | Baudenkmal     | Bauernhof      |
| Lange Straße 43 (Karte)                                          | Bauernhof      | Bauernhof                            | 094 80401          | Baudenkmal     | Bauernhof      |
| Lange Straße 44 (Karte)                                          | Wohnhaus       | Wohnhaus                             | 094 80402          | Baudenkmal     | Wohnhaus       |
| Steintor 4 (Karte)                                               | Wohnhaus       | Wohnhaus                             | 094 80404          | Baudenkmal     | BW             |
| Sülldorfer Weg, südöstlich von Langenweddingen Richtung Sülldorf | Landhaus       | Jagdschloss Langenweddingen          | 094 97933          | Baudenkmal     |                |

### Osterweddingen
| Lage                                      | Bezeichnung                    | Beschreibung                                                                 | Erfassungs- nummer | Ausweisungsart               | Bild                          |
| ----------------------------------------- | ------------------------------ | ---------------------------------------------------------------------------- | ------------------ | ---------------------------- | ----------------------------- |
| Alte Dorfstraße (Karte)                   | St.-Lambertus-Kirche           | Kirche barocke Kirche, Kirchturm von einem spätromanischen Vorgängerbau      | 094 11969          | Baudenkmal                   | Weitere Bilder                |
| Alte Dorfstraße, auf dem Kirchhof (Karte) | Kriegerdenkmal Osterweddingen  | Kriegerdenkmal Denkmal für die Gefallenen des Ersten und Zweiten Weltkrieges | 094 11969 003      | Teilobjekt eines Baudenkmals | Kriegerdenkmal Osterweddingen |
| Alte Dorfstraße 27 (Karte)                | Pfarrhof                       | Pfarrhof                                                                     | 094 11915          | Baudenkmal                   | Pfarrhof                      |
| Alte Kirchstraße 20 (Karte)               | Taubenturm Alte Kirchstraße 20 | Taubenturm aus den 1740er Jahren                                             | 094 11913          | Baudenkmal                   | Weitere Bilder                |
| Dodendorfer Straße 30 (Karte)             | Schule                         | Schule                                                                       | 094 97493          | Baudenkmal                   | Schule                        |
| Dodendorfer Straße 32 (Karte)             | Gutshaus                       | Gutshaus                                                                     | 094 95393          | Baudenkmal                   | Gutshaus                      |
| Mittelstraße 13 (Karte)                   | Taubenturm Mittelstraße 13     | Taubenturm aus dem 18. Jahrhundert                                           | 094 11914          | Baudenkmal                   | Taubenturm Mittelstraße 13    |
| Mittelstraße 13 (Karte)                   | Toranlage                      | Toranlage                                                                    | 094 97496          | Baudenkmal                   | Toranlage                     |
| Sülldorfer Straße (Karte)                 | Friedhof Osterweddingen        | Friedhof                                                                     | 094 97498          | Baudenkmal                   | Friedhof Osterweddingen       |
| Sülldorfer Straße 3 (Karte)               | Villa                          | Villa                                                                        | 094 97499          | Baudenkmal                   | Villa                         |
| Zur Mühle (Karte)                         | Mühle                          | Mühle                                                                        | 094 97497          | Baudenkmal                   | Weitere Bilder                |

### Schwaneberg
| Lage                                    | Bezeichnung                | Beschreibung                                                           | Erfassungs- nummer | Ausweisungsart | Bild                       |
| --------------------------------------- | -------------------------- | ---------------------------------------------------------------------- | ------------------ | -------------- | -------------------------- |
| Am Anger (Karte)                        | Park                       | Park                                                                   | 094 97469          | Baudenkmal     | Park                       |
| Bördestraße, Lindenstraße (Karte)       | Sankt-Lambertus-Kirche     | Kirche                                                                 | 094 97473          | Baudenkmal     | Sankt-Lambertus-Kirche     |
| Bördestraße (Karte)                     | Kirche                     | Kulturkirche (ehemalige katholische Herz-Jesu-Kirche, 1897 eingeweiht) | 094 97474          | Baudenkmal     | Kirche                     |
| Bördestraße, Lindenstraße (Karte)       | Kriegerdenkmal Schwaneberg | Kriegerdenkmal                                                         | 094 97472          | Baudenkmal     | Kriegerdenkmal Schwaneberg |
| Bördestraße 1 (Karte)                   | Pfarrhaus                  | Pfarrhaus                                                              | 094 97475          | Baudenkmal     | Pfarrhaus                  |
| Bördestraße 3, 3a (Karte)               | Bauernhof                  | Bauernhof                                                              | 094 97476          | Baudenkmal     | Bauernhof                  |
| Zum Mühlenweg, auf dem Friedhof (Karte) | Gruft                      | Gruft                                                                  | 094 97470          | Baudenkmal     | Gruft                      |

### Stemmern
| Lage                              | Bezeichnung         | Beschreibung | Erfassungs- nummer | Ausweisungsart | Bild                |
| --------------------------------- | ------------------- | ------------ | ------------------ | -------------- | ------------------- |
| Bierweg, Welsleber Straße (Karte) | Dorfkirche Stemmern | Kirche       | 094 80867          | Baudenkmal     | Dorfkirche Stemmern |
| Im Winkel 6 (Karte)               | Wohnhaus            | Wohnhaus     | 094 80866          | Baudenkmal     | Wohnhaus            |

### Sülldorf
| Lage                                                   | Bezeichnung             | Beschreibung                                                 | Erfassungs- nummer | Ausweisungsart | Bild                    |
| ------------------------------------------------------ | ----------------------- | ------------------------------------------------------------ | ------------------ | -------------- | ----------------------- |
| Am Weinberg, auf dem Friedhof                          | Grabmal                 | Grabmal                                                      | 094 96687          | Baudenkmal     |                         |
| Am Weinberg, früher am nordwestlichen Ortsrand im Wald | Grabstein               | Grabstein, derzeit nicht auffindbar                          | 094 11895          | Baudenkmal     |                         |
| Am Weinberg, auf dem Friedhof (Karte)                  | Kriegerdenkmal Sülldorf | Kriegerdenkmal zum Gedenken an die Gefallenen der Weltkriege | 094 96689          | Baudenkmal     | Kriegerdenkmal Sülldorf |
| Am Weinberg                                            | Säule                   | Säule                                                        | 094 96688          | Baudenkmal     | Säule                   |
| Salzblütenweg 12 (Karte)                               | Bauernhof               | Bauernhof                                                    | 094 96690          | Baudenkmal     | Bauernhof               |
| Salzblütenweg 13 (Karte)                               | Plümeckes Hof           | Bauernhof                                                    | 094 96691          | Baudenkmal     | Plümeckes Hof           |
| Salzblütenweg 18 (Karte)                               | Gutshof                 | Gutshof                                                      | 094 96692          | Baudenkmal     | Gutshof                 |
| Salzblütenweg 23 (Karte)                               | Soolbad                 | Badehaus                                                     | 094 96693          | Baudenkmal     | Soolbad                 |
| Salzblütenweg 26, 27 (Karte)                           | Alvenslebisches Gut     | Gutshof                                                      | 094 96694          | Baudenkmal     | Alvenslebisches Gut     |
| Salzblütenweg 30 (Karte)                               | Pfarrhof                | Pfarrhof                                                     | 094 96695          | Baudenkmal     | Pfarrhof                |
| Steinbruch 5 (Karte)                                   | Wohnhaus                | Wohnhaus                                                     | 094 96696          | Baudenkmal     | Wohnhaus                |
| Sülldorfer Mittelstraße, hinter Nummer 11 (Karte)      | Kirche St. Martin       | Kirche                                                       | 094 11977          | Baudenkmal     | Weitere Bilder          |

## Ehemalige Kulturdenkmale nach Ortsteilen
Die nachfolgenden Objekte waren ursprünglich ebenfalls denkmalgeschützt oder wurden in der Literatur als Kulturdenkmale geführt. Die Denkmale bestehen heute jedoch nicht mehr, ihre Unterschutzstellung wurde aufgehoben oder sie werden nicht mehr als Denkmale betrachtet.

### Dodendorf
| Lage                        | Bezeichnung | Beschreibung | Erfassungs- nummer | Ausweisungsart | Bild      |
| --------------------------- | ----------- | ------------ | ------------------ | -------------- | --------- |
| Dorfstraße 15 (Karte)       | Wohnhaus    |              | 094 80092          | Baudenkmal     | Wohnhaus  |
| Leipziger Straße 18 (Karte) | Wohnhaus    |              | 094 80093          | Baudenkmal     | Wohnhaus  |
| Schulstraße 8 (Karte)       | Pfarrhaus   |              | 094 80096          | Baudenkmal     | Pfarrhaus |

### Langenweddingen
| Lage                    | Bezeichnung | Beschreibung | Erfassungs- nummer | Ausweisungsart | Bild |
| ----------------------- | ----------- | ------------ | ------------------ | -------------- | ---- |
| Lange Straße 25 (Karte) | Villa       |              | 094 80403          | Baudenkmal     | BW   |

### Osterweddingen
| Lage                       | Bezeichnung | Beschreibung | Erfassungs- nummer | Ausweisungsart | Bild           |
| -------------------------- | ----------- | --- | ------------------ | -------------- | -------------- |
| Alte Kirchstraße 7 (Karte) | Bauernhof   | Bauernhof nach Abbruch 2019 aus dem Denkmalverzeichnis ausgetragen. Grundstück wurde neu bebaut.                                                                 | 094 97495          | Baudenkmal     | Weitere Bilder |
| Hemmsack 6 (Karte)         | Bauernhaus  | Bauernhaus Im Jahr 2013 wurde der Abriss des Hauses genehmigt, 2016 der Vollzug gemeldet. Im Jahr 2016 erfolgte daher die Austragung aus dem Denkmalverzeichnis. | 094 97494          | Baudenkmal     | Bauernhaus     |

### Schwaneberg
| Lage            | Bezeichnung | Beschreibung | Erfassungs- nummer | Ausweisungsart | Bild |
| --------------- | ----------- | ------------ | ------------------ | -------------- | ---- |
| Bahnhofstraße 4 | Bahnhof     |              | 094 97471          | Baudenkmal     |      |

## Legende
In den Spalten befinden sich folgende Informationen:
- Lage: Nennt den Straßennamen und wenn vorhanden die Hausnummer des Kulturdenkmals. Die Grundsortierung der Liste erfolgt nach dieser Adresse. Der Link „Karte“ führt zu verschiedenen Kartendarstellungen und nennt die geographischen Koordinaten.
Link zu einem Kartenansichtstool, um Koordinaten zu setzen. In der Kartenansicht sind Baudenkmale ohne Koordinaten mit einem roten bzw. orangen Marker dargestellt und können in der Karte gesetzt werden. Baudenkmale ohne Bild sind mit einem blauen bzw. roten Marker gekennzeichnet, Baudenkmale mit Bild mit einem grünen bzw. orangen Marker.
- Offizielle Bezeichnung: Nennt den Namen, die Bezeichnung oder zumindest die Art des Kulturdenkmals und verlinkt, soweit vorhanden, auf den Artikel zum Objekt.
- Beschreibung: Nennt bauliche und geschichtliche Einzelheiten des Kulturdenkmals, vorzugsweise die Denkmaleigenschaften.
- Erfassungsnummer: Für jedes Kulturdenkmal wird in Sachsen-Anhalt eine 20stellige Erfassungsnummer vergeben. Die letzten zwölf Ziffern werden für die Untergliederung nach Teilobjekten genutzt und werden nur angegeben, soweit vergeben. In dieser Spalte kann sich folgendes Icon  befinden, dies führt zu Angaben zu diesem Baudenkmal bei Wikidata.
- Ausweisungsart: Die Einordnung des Denkmales nach § 2 Abs. 2 DenkmSchG LSA
- Bild: Ein Bild des Denkmales, und gegebenenfalls einen Link zu weiteren Fotos des Kulturdenkmals im Medienarchiv Wikimedia Commons. Wenn man auf das Kamerasymbol klickt, können Fotos zu Kulturdenkmalen aus dieser Liste hochgeladen werden: